# WCSC-Tower
WCSC-Tower – maszt radiowy w mieście Awendaw w stanie Karolina Północna. Wybudowany w 1986 roku. Jego wysokość wynosi 609,6 metra.